# Cabalodontia
Cabalodontia — рід грибів родини мерулієві (Meruliaceae). Назва вперше опублікована 2004 року.

## Класифікація
До роду Cabalodontia відносять 5 видів:
- Cabalodontia bresadolae
- Cabalodontia cretacea
- Cabalodontia livida
- Cabalodontia queletii
- Cabalodontia subcretacea